# Депутатская улица (Воронеж)
Депутатская улица находится в Советском районе Воронежа. Образована в конце 30-х — начале 40-х годов XX века. Первоначально, до 1962 года имела статус переулка и именовалась Депутатский переулок.
По проекту Н. Я. Неведрова здесь создан архитектурный ансамбль, который был разрушен в военные годы, а затем восстановлен. В центре улицы находится полукруглая площадь с кольцевым движением, с левой стороны улицы находятся два жилых дома сталинской застройки. Дома оформлены башенными надстройками, украшены лепными панно. К площади примыкает бульвар.

## Лепное панно

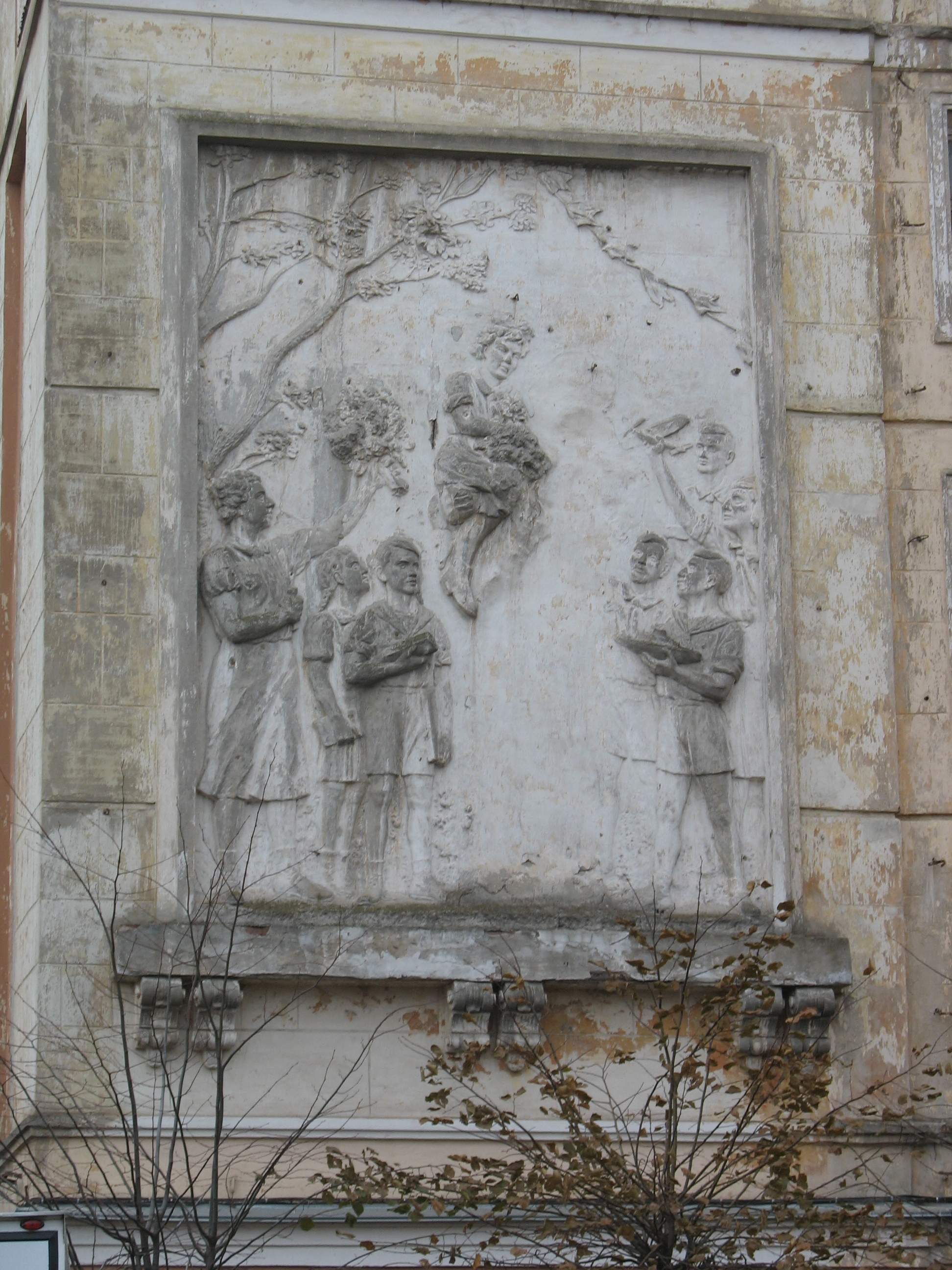
Лепное панно

В 1930-х годах на Депутатской был построен выразительный архитектурный ансамбль из пятиэтажных домов с барельефами, прославляющими успехи советской страны. Один из барельефов (на доме № 11) изображал товарища Сталина: он держал на руках девочку с букетом в руках. В 1960-е годы, в разгар борьбы с культом личности, фигуру вождя срубили, а девочку оставили — так она и «парит в воздухе» по сей день. Но говорят, что иногда в дождливую погоду на штукатурке проступает силуэт, и Сталин, как призрак, вновь возникает на барельефе.